# Alan Dean (Fußballspieler)
Alan John Dean (* 20. Januar 1950 in Aldershot) ist ein ehemaliger englischer Fußballspieler.

## Karriere
Dean gab 17-jährig im April 1967 bei einem torlosen Unentschieden gegen York City sein Debüt für den FC Aldershot in der Football League Fourth Division. Er ersetzte dabei den verletzten Richard Walden in der Mannschaft. In der folgenden Saison schlossen sich für den Defensivspieler wiederum im April zwei weitere Partien an, als das Team in Heimspielen gegen die Doncaster Rovers (2:1) und den AFC Newport County (0:0) erneut ungeschlagen blieb. Weitere fußballerische Karrierestationen sind nicht überliefert. Seinen Lebensunterhalt verdiente Dean in der Folge als Inhaber eines Handwerksbetriebs für den Einbau von Fenstern und Türen.